# Mamvu (langue)
Cet article concerne la langue mamvu. Pour le peuple mamvu, voir Mamvu (peuple).
Le mamvu est une langue nilo-saharienne de la branche des langues soudaniques centrales parlée dans la province Orientale de la République démocratique du Congo.

## Classification
Le mamvu est une langue nilo-saharienne classée dans le sous-groupe mangbutu-efe, rattaché aux langues soudaniques centrales.

## Phonologie
Les tableaux présentent les voyelles et les consonnes du mamvu.

### Voyelles
|         | Antérieure  | Centrale | Postérieure |
| ------- | ----------- | -------- | ----------- |
| Fermée  | i [i] i̠ [i̠] |          | u̠ [u̠] u [u] |
| Moyenne | e [e] e̠ [e̠] |          | o̠ [o̠] o [o] |
| Ouverte |             | a [a]    |             |

### Deux types de voyelles
Le mamvu, comme de nombreuses langues nilo-sahariennes, différencie les voyelles selon leur lieu d'articulation. Elles sont soit prononcées avec l'avancement de la racine de la langue, soit avec la rétraction de la racine de la langue.
Les voyelles rétractées sont [i̠], [e̠], [o̠] et [u̠].

### Consonnes
|              |              | Labiales | Lab.-uv.  | Alvéolaires   | Latérales | Dorsales  | Dorsales | Dorsales |
| ------------ | ------------ | -------- | --------- | ------------- | --------- | --------- | -------- | -------- |
| Palatales    | Vélaires     | Labiales | Lab.-uv.  | Alvéolaires   | Latérales | Uvulaires |          |          |
| Occlusives   | Sourde       | p [p]    | qb' [q͡b'] | t [t]         |           |           | k [k]    | q [q]    |
| Occlusives   | Sonore       | b [b]    | gb' [g͡b'] | d [d]         |           |           | g [g]    |          |
| Occlusives   | Éjective     | bʾ [b']  |           |               |           |           |          |          |
| Fricative    | Fricative    | f [f]    |           | s [s]         |           |           |          |          |
| Affriquée    | Sourde       |          |           |               |           | c [t͡ʃ]    |          |          |
| Affriquée    | Sonore       |          |           |               |           | j [d͡ʒ]    |          |          |
| Nasale       | Nasale       | m [m]    |           | n [n]         |           | ny [ɲ]    | ng [ŋ]   |          |
| liquide      | liquide      |          |           | r [r] rr [rr] | l [l]     |           |          |          |
| Semi-voyelle | Semi-voyelle | w [w]    |           |               |           | y [j]     |          |          |

### Une langue tonale
Le mamvu est une langue tonale qui compte trois tons, haut, moyen et bas.

## Sources
- (en) Owens, Jonathan, Nubi: Genetic Linguistics, and Language Classification, Anthropological Linguistics, vol.  33:1, pp. 1-30, 1991.